# Protoptilum celebense
Protoptilum celebense är en korallart som beskrevs av Sydney John Hickson 1916. Protoptilum celebense ingår i släktet Protoptilum och familjen Protoptilidae. Inga underarter finns listade i Catalogue of Life.